# 広戸村 (岡山県)
広戸村（ひろどそん）は、岡山県勝田郡にあった村。
現在の津山市市場、大岩、大吉、奥津川、日本原（一部）に当たる。

## 沿革
- 1889年6月1日 - 町村制施行に伴い、勝北郡広戸市場村、広戸大岩村、広戸大吉村、広戸奥津川村が合併し、広戸村となる。大字広戸大岩に役場を置く。
- 1900年4月1日 - 勝北郡が勝南郡と合併し、勝田郡となる。
- 1955年1月1日 - 勝田郡勝加茂村、新野村と合併、勝北町となる。
- 1958年 - 市場の南端部が新野東字日本とともに日本原となる。

## 地区の地名
- 広戸市場
- 広戸大岩
- 広戸大吉
- 広戸奥津川

## 教育

### 学校
- 広戸小学校
- 広戸小学校奥津川分校（1981年閉校）[1]

## 交通

### 鉄道
旧村内を走る鉄道およびその駅なし

### 道路
廃止当時は未完成。旧村内を走る高速道路・国道はなし。

#### 県道
- 主要地方道

旧村内を走る主要地方道なし
- 一般県道
  - 岡山県道450号三浦勝北線

## 河川・山岳

### 河川
- 広戸川
- 津川川

### 山岳
- 広戸仙
- 滝山
- 山形仙
- 甲山

## 名所・旧跡・観光スポット・祭事・催事

### 旧跡
- 爪ヶ城山跡

### 観光スポット
- ウッドパーク声ヶ乢

## 寺院・神社

### 神社
- 広戸神社
- 日本原神社
- 八幡神社

### 寺院
- 五穀寺

## その他
勝北町誕生に伴い、すべての大字から広戸を省いた。
奥津川の津川は津川川を指す。津川川をはさみ、当村大字奥津川、滝尾村大字津川原（現・津山市三浦）、苫田郡東加茂村大字下津川と、津川川に由来する地名が3村に分かれ存在していた。
この3つの地名は現在すべてが津山市内にある。